# Elvis Costello
Declan Patrick MacManus (* 25. srpna 1954, Paddington, Londýn), známý hlavně jako Elvis Costello, je anglický zpěvák-skladatel a hudební producent. V průběhu své kariéry získal několik ocenění, včetně dvou cen Grammy v letech 1999 a 2020 a dvakrát byl nominován na BRIT Awards za nejlepšího britského mužského umělce. V roce 2003 byl uveden do Rock and Roll Hall of Fame. V roce 2004 zařadil Rolling Stone Costella na 80. místo v seznamu 100 největších umělců všech dob.
Jeho třetí manželkou je zpěvačka Diana Krall (od roku 2003).

## Diskografie

### Studiová alba
- 1977: My Aim Is True
- 1978: This Year's Model
- 1979: Armed Forces
- 1980: Get Happy!!
- 1981: Trust
- 1981: Almost Blue
- 1982: Imperial Bedroom
- 1983: Punch the Clock
- 1984: Goodbye Cruel World
- 1986: King of America
- 1986: Blood & Chocolate
- 1989: Spike
- 1991: Mighty Like a Rose
- 1991: G.B.H.
- 1993: The Juliet Letters
- 1994: Brutal Youth
- 1995: Kojak Variety
- 1995: Jake's Progress
- 1996: All This Useless Beauty
- 1997: Terror & Magnificence
- 1998: Painted from Memory
- 1998: The Sweetest Punch
- 2001: For the Stars
- 2002: When I Was Cruel
- 2003: North
- 2004: The Delivery Man
- 2004: Il Sogno
- 2005: Piano Jazz
- 2006: The River in Reverse
- 2008: Momofuku
- 2009: Secret, Profane & Sugarcane
- 2010: National Ransom
- 2018: Look Now
- 2020: Hey Clockface
- 2022: The Boy Named If